# Битва при Карпениси
Битва при Карпениси (греч. Μάχη του Καρπενησίου) или Битва при Кефаловрисо (греч. Μάχη του Κεφαλόβρυσου) — сражение между греческими повстанцами под командованием Маркоса Боцариса и османскими войсками, произошедшее в ночь на 9 (21) августа 1823 года.

## Предыстория
После того как греческие повстанцы отбили атаку турок на Месолонгион, султан обязал Мустаи-пашу из северо-албанского города Шкодер возглавить экспедицию в Среднюю Грецию. Мустаи-паша собрал 15 000 «геков» (северных албанцев) и мирдитов (албанских христиан-католиков) и направился на юг. Омер-Вриони, имевший 6000 албанцев, не покидал Эпир и должен был дождаться прихода Мустаи-паши, чтобы примкнуть к нему.

## Боцарис, Маркос

Флаг Боцариса

Сулиоты Боцарис был одним из командиров во время Первой осады Месолонгиона, но именно ему временное правительство присвоило звание генерала. Это вызвало недовольство у местных военачальников Средней Греции. Чтобы звание генерала не внесло раздоры в греческий лагерь, Боцарис выступил перед соратниками, поцеловал, а затем публично порвал диплом генерала. 33-летний Боцарис имел к тому времени боевой опыт в горах Сулиона, воевал на стороне Али-паши Тепеленского, служил французам на острове Лефкас и в Италии, говорил по-албански и по-итальянски и снискал уважение как у греков (был побратимом Теодора Колотрони), так и у мусульман.

## Перед боем
Мустаи-паша прибыл в город Трикала в середине июля. Отсюда он направился в горы Аграфа, которые были гнездом военачальника Караискакиса. Караискакис, которого мучил туберкулёз, встретился с Боцарисом 30 июля в Соволако. Караискакис ушёл лечиться в монастырь Пруссос, но отдал Боцарису своих бойцов. Мустаи-паша прибыл 30 июля в город Карпениси. Узнав об этом, Боцарис расположился недалеко от Карпениси, в селе Микро Хорио (Малое Село), а братья Дзавелас — в Мегало Хорио (Большое Село). Под его командованием было 1250 бойцов, из них 400 были сулиотами. Здесь у него зародился дерзкий план. Поскольку сулиоты владели албанским языком, а одежда «ляпи» Омер-Вриони (южных албанцев), в отличие от «геков» Мустаи-паши (северных албанцев), ничем не отличалась от греческой, Боцарис послал трёх лазутчиков в турецко-албанский лагерь, в Кефаловрисо, которые 7 августа целый день, никем не примеченные, ходили по лагерю, собирая информацию. Боцарис принял решение: в ту же ночь атаковать лагерь и, по возможности, взять в плен или убить Мустаи. В течение всей освободительной войны произвести подобную атаку рискнёт только Караискакис.

## Ход боя
Боцарис выступил во главе 800 бойцов, а 400 бойцов во главе с З. Дзавеласом заняли Платаниа, чтобы перекрыть путь подкреплениям турецкому лагерю, в котором располагались 4 000 турко-албанцев. Но, получив не подтвердившуюся информацию от местного крестьянина, что к Платаниа подошли турецкие силы численностью около 8 000 человек, Боцарис изменил свой план, оставив Дзавеласу 850 бойцов. Боцарис оставил для атаки 450 сулиотов (по другим данным — 350) и простился с Дзавеласом со словами: «доброй встречи в подземном царстве».
Боцарис дал указание своим бойцам: «Входим в лагерь с обнажёнными клинками, идём к центру лагеря, говорим между собой только по-албански, стрелять только по моему приказу. Когда начнется бой, чтобы не убивать своих, на вопрос „кто ты?“ отвечаем: „камень“». В полночь, с 8 на 9 августа, сулиоты по руслу речки вошли в лагерь. Выдавая себя за взбунтовавшихся против командиров албанцев, они вошли в лагерь, убивая клинками только тех, кто пытался их остановить. Турки ещё не определились, что происходит, когда сулиоты подошли уже к палаткам пашей. Боцарис дал команду, и горнист протрубил сигнал. Албанцы кричали «эрде Марко» («идёт Маркос») и падали от ударов клинков, не зная ответа на пароль.
В первой палатке, в которую вошёл Боцарис, он обнаружил своего знакомого по двору Али-паши, старика Аго-васиари, и отдал его под охрану, чтобы спасти ему жизнь. Сразу после этого Боцарис был ранен в бок, но скрыл это от своих бойцов. Турки постепенно стали организовывать сопротивление, заняв позиции в Ампелиа, где у них был бастион.
Бойцы обратились к Маркосу: «Достаточно мы их порезали, пора и уходить». Но Боцарис в горячке боя хотел взять и бастион.
Здесь он и был ранен в правый висок. Греческий историк Коккинос пишет, что Боцарис был поражён негром — слугой одного из пашей. Однако народная Муза оспаривает это в песне тех лет: Боцарис убит мирдитом («латинская собака/ рубать тебе бы руку/ героя Марко в голову сразил той горькой пулей»). Сулиоты стали отходить, неся раненного Боцариса, который скончался у них на руках ещё до выхода из лагеря. После смерти Боцариса сулиоты не щадили никого на своем пути. Был убит и старик Аго-васиари.

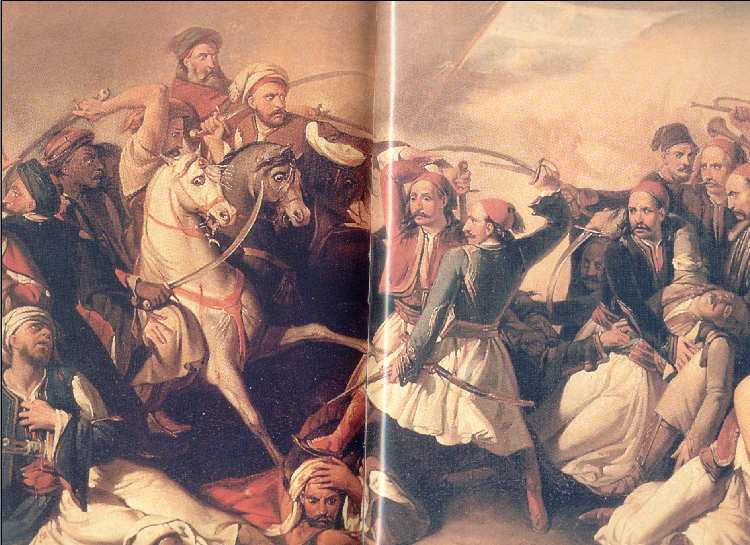
Смерть Боцариса

## Результаты
Некоторые историки пишут, что турки потеряли в этом бою 1500 человек убитыми. Народная Муза зафиксировала: «1200 порезали…». Греки потеряли около 40 человек убитыми и столько же ранеными. Трикупис пишет, что было захвачено 2 знамени, 690 ружей, 1 тыс. пистолетов, много лошадей и мулов. Но победа была омрачена смертью Боцариса.
Мусульмане славили Аллаха, что избавились от «Харуна Марко». Греки решили не хоронить Боцариса на месте, опасаясь, что турки осквернят его останки. Тело его было отправлено в Месолонгион. По пути эскорт сделал остановку в монастыре Пруссос, где лечился от туберкулёза Караискакис. Шатаясь, Караискакис спустился в церковь и поцеловал покойника со словами: «Когда бы брат, Маркос, и я такой смертью…». Боцарис был похоронен в Месолонги. Было произведено 33 пушечных выстрела — столько, сколько ему было лет.